# بخش برنهمویل، شهرستان تاد، مینه سوتا
بخش برنهمویل (به انگلیسی: Burnhamville Township) یک منطقهٔ مسکونی در ایالات متحده آمریکا است که در شهرستان تاد، مینه‌سوتا واقع شده‌است.
 بخش برنهمویل ۹۰٫۸ کیلومتر مربع مساحت و ۷۵۱ نفر جمعیت دارد و ۴۰۴ متر بالاتر از سطح دریا واقع شده‌است.